# Karol Linetty
Karol Linetty (* 2. Februar 1995 in Żnin, Woiwodschaft Bydgoszcz) ist ein polnischer Fußballspieler. Er spielt im Mittelfeld vorzugsweise als Zentraler Mittelfeldspieler. Seit August 2025 spielt er für Kocaelispor.

## Karriere

### Verein
Karol Linetty spielte in seiner Jugend bis 2006 für Sokół Damasławek, bevor er 2006 als 11-Jähriger in die Jugendakademie des Erstligisten Lech Posen wechselte. Dort schaffte er dann in der Saison 2012/13 den Sprung in die erste Mannschaft, kam jedoch erst vorrangig in der zweiten Mannschaft, die in der separaten Nachwuchsliga Młoda Ekstraklasa spielt, zum Einsatz. Am 2. November 2012, dem 10. Spieltag der Saison 2012/13, debütierte er im Alter von siebzehn Jahren in der Ekstraklasa, als er im Auswärtsspiel gegen Wisła Krakau (1:0) in der 60. Minute für Szymon Drewniak eingewechselt wurde. Anschließend wurde er eine feste Größe in der Mannschaft von Lech Posen und kam regelmäßig zum Einsatz. Im Sommer 2015 gewann er mit der Meisterschaft und dem Superpokalsieg seine ersten beiden Titel im Seniorenbereich. 
Im Juli 2016 wurde bekannt, dass Linetty seinen Heimatverein Lech Posen verlässt und sich dem italienischen Erstligisten Sampdoria Genua anschließt. Bei Sampdoria unterschrieb Linetty einen Vertrag bis zum 30. Juni 2021, die Ablösesumme soll sich auf ca. 3,2 Millionen Euro belaufen. Im September 2020 verließ er Genua nach vier Jahren und wechselte zum FC Turin.
Mitte August 2025 wechselte Linetty in die Türkei zu Kocaelispor.

### Nationalmannschaft
Am 18. Januar 2014 gab Karol Linetty sein Debüt in der Polnischen Fußballnationalmannschaft im Freundschaftsspiel gegen Norwegen (3:0), als er in der Startelf stand. In der 56. Minute konnte er auch ein Tor zum 3:0-Endstand erzielen. Nach weiteren Freundschaftsspielen kam er Ende 2014 auch in der Qualifikation zur Europameisterschaft 2016 zu einem Kurzeinsatz in einem Pflichtspiel. Im letzten Qualifikationsspiel gegen Irland spielte er erstmals über die volle Spielzeit. Trotz eines Rippenbruchs im Frühjahr 2016 schaffte er rechtzeitig die Rückkehr und wurde ins Aufgebot Polens aufgenommen. Er blieb aber einer von insgesamt fünf Spielern des Kaders, die beim Turnier nicht eingesetzt wurden.
Bei der Weltmeisterschaft 2018 in Russland gehörte er zum polnischen Aufgebot. Er kam zu keinem Einsatz und schied mit der Mannschaft nach der Gruppenphase aus.
Zur Europameisterschaft 2021 wurde er in den polnischen Kader berufen, kam aber mit diesem nicht über die Gruppenphase hinaus.

## Erfolge
- 3. Platz bei der U-17-Fußball-Europameisterschaft 2012
- Polnischer Meister: 2014/15
- Polnischer Supercupsieger: 2015